# Palazuelos

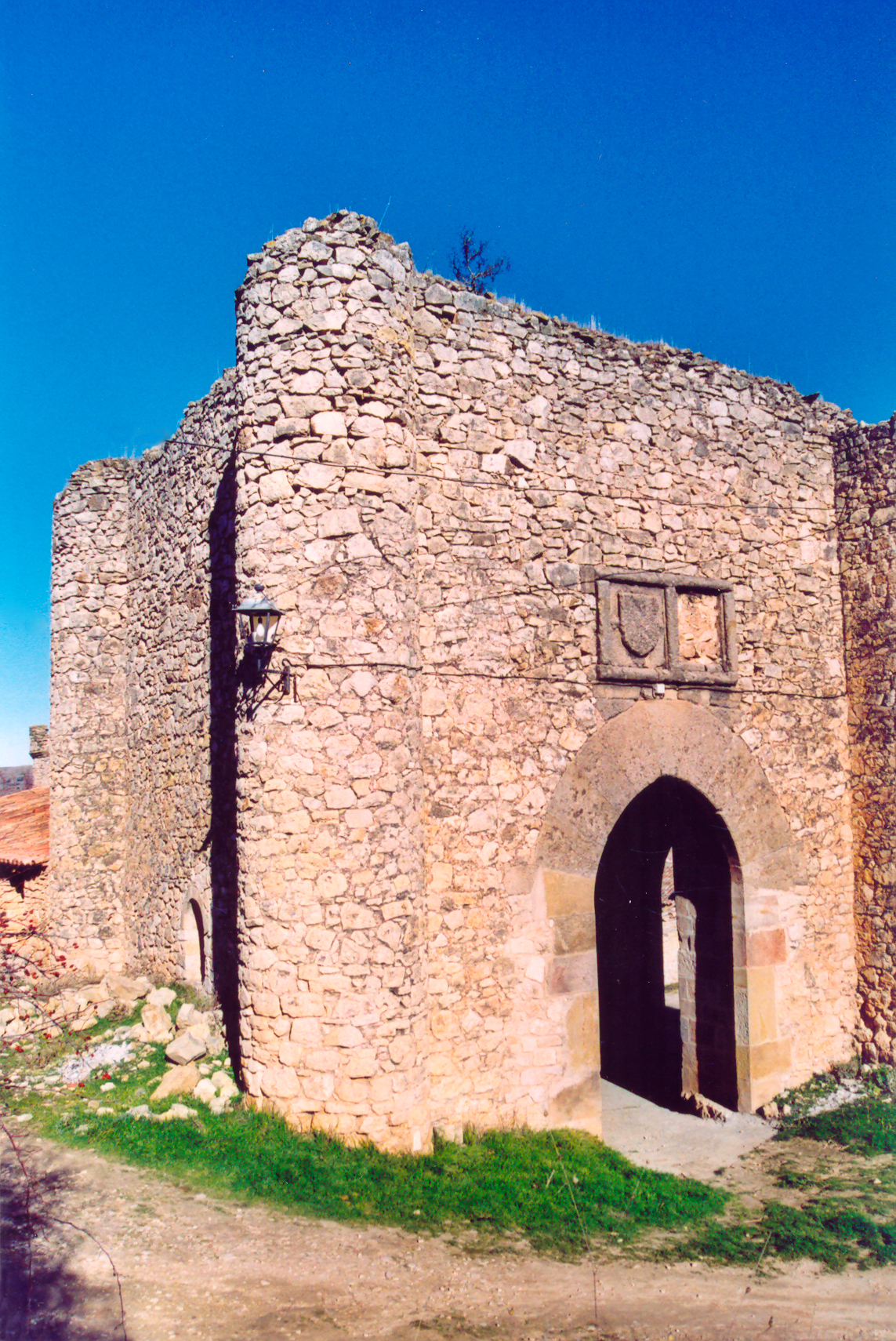
Murs de Palazuelos. Puerta de El Monte

Palazuelos est une petite ville de la commune de Sigüenza, au nord de la province de Guadalajara, Castille-La Manche, Espagne.
La ville est connue pour son château et ses murs du Moyen Âge.

## Note
1. ↑  Diario Oficial de Castilla-La Mancha, no 9, p. 860-862, 25 janvier 2002.